# 马蒂亚斯·赫格特
马蒂亚斯·赫格特（德語：Matthias Herget，1955年11月14日—），德国前男子足球运动员，场上位置是后卫。他曾代表西德国家队参加1986年国际足联世界杯，结果队伍获得亚军。